# Erysimum canum
Erysimum canum (жовтушниця сиза як Syrenia cana, сиренія сиза як Syrenia cana) — вид рослин з родини капустяних (Brassicaceae), поширений у Євразії від східної Австрії до західного Сибіру й Казахстану.

## Опис
Дворічна рослина 20–80 см заввишки. Листки лінійні, цілокраї, сіруваті від 2-роздільних волосків. Пелюстки 18–22 мм довжиною. Стручки лінійні, 15—20 × 2—2.5 мм.

## Поширення
Поширений у Євразії від східної Австрії до західного Сибіру й Казахстану.
В Україні вид зростає на пісках — на Поліссі, в Лісостепу, Степу, на Арабатській стрілці, біля Азовського моря.